# Flaga Komi
Flaga Komi (NHR:154)  symbolizuje krajobraz i geografię republiki:
- Błękit – niebo i porozumienie pomiędzy mieszkańcami
- Zieleń – tajgę
- Biel – śnieg

Ustanowiona 27 listopada 1991 roku. Proporcje 2:3.

Flaga Komi za czasów ZSRR. (23 lipca 1954 - 27 listopada 1991)